# Oljekrisen 1973

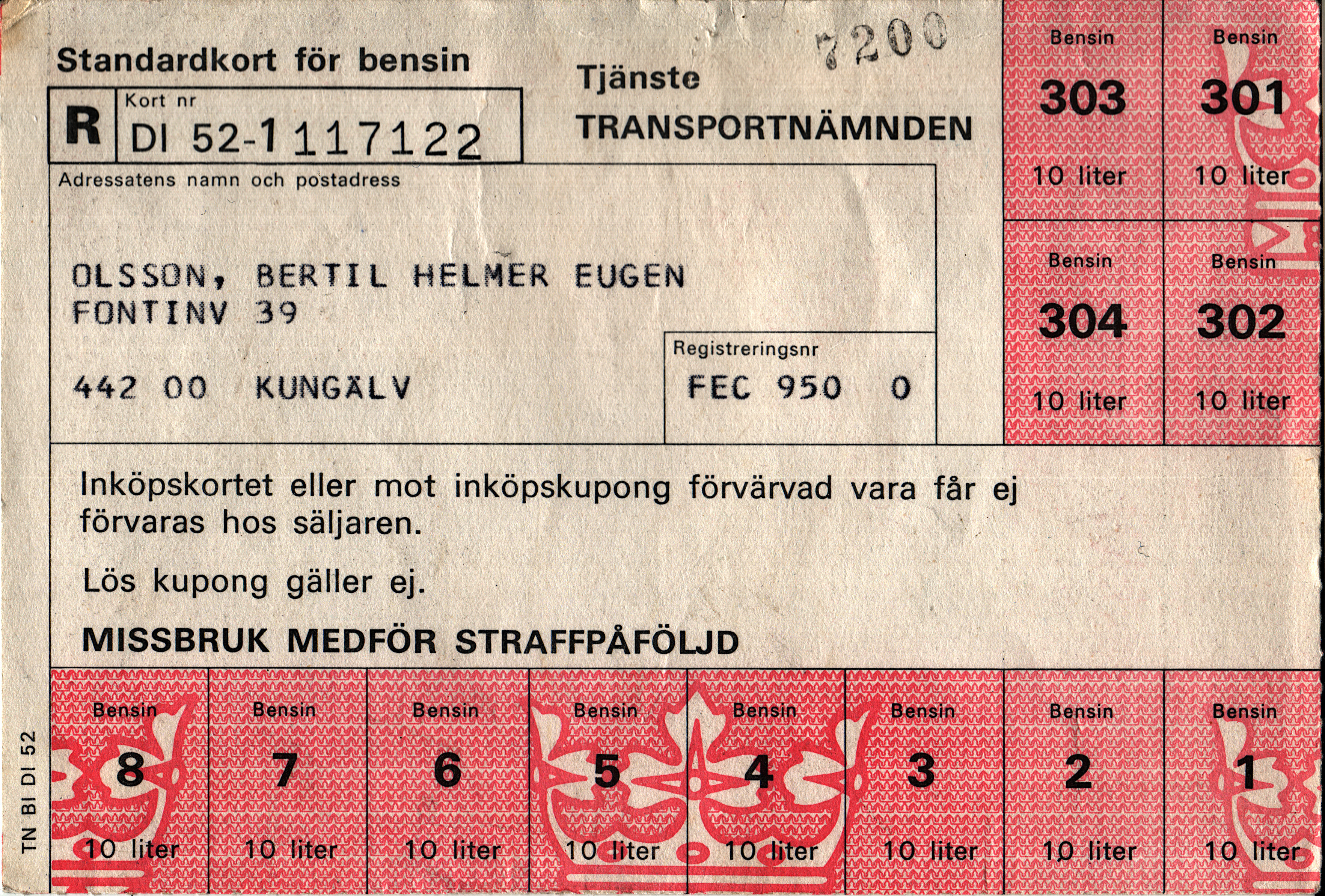
Ransoneringskort för bensin från år 1974.

Oljekrisen 1973 var en period under 1970-talet då priserna på olja gick upp mycket drastiskt. Detta föregicks av oktoberkriget 1973 mellan å ena sidan Egypten och Syrien och å andra sidan Israel. OAPEC-länderna vägrade att exportera olja till stater som hjälpt Israel i oktoberkriget. Energin skulle sparas, och man började debattera alternativa energikällor. Den ekonomiska följden av oljekrisen blev enorm. Och följderna av att USAs president Richard Nixon två år tidigare hade avskaffat det finansiella-monetära systemet Bretton Woods, vilket hade genererat den konjunkturfria stabilitet, i västvärlden efter andra världskrigets slut dalade ner i en lågkonjunktur som kom att pågå några år in på 1980-talet.  .

## Förlopp
Tio dagar efter  av oktoberkriget 1973 möttes den 16–17 oktober OAPEC-ländernas oljeministrar i Kuwait och beslutade där enhälligt att minska oljeproduktionen med 5 procent till dess "...the international community compels Israel to relinquish our occupied territories or until the production of every individual country reaches the point where its economy does not permit of any further reduction without detriment to its national and Arab obligations." Som skäl anförde man att västvärlden hade ett särskilt ansvar för att olika FN-resolutioner om Israel aldrig genomförts. Oljeministrarna enades också om en väg för hur oljeimporterande länder skulle slippa konsekvenserna av produktionsminskningen: "Nevertheless, the countries that support the Arabs actively and effectively or that take important measures against Israel to compel its withdrawal shall not be prejudiced by this production cut and shall continue to receive the same oil supplies that they used to receive prior to the reduction." Gulfstaterna i OPEC beslutade samtidigt om en prishöjning på råolja med 70 procent.
Dagen efter mötet, den 18 oktober, lade USA:s president Nixon fram ett lagförslag för kongressen om omedelbart militärt bistånd till Israel för 2,2 miljarder amerikanska dollar. Som en reaktion på detta beslutade Saudiarabien, Gulfstaterna, Algeriet och Libyen att stoppa alla oljeleveranser till USA.
Den 4–5 november träffades OAPEC-länderna återigen i Kuwait och beslutade att nedskärningen i oljeproduktionen högst skulle vara 25 procent jämfört med 1 oktober. Man beslutade också att avbryta all export till Nederländerna. Denna åtgärd mot Nederländerna kan ha berott på att Nederländerna fungerade som uppsamlingsplats för sovjetiska judar på väg att emigrera till Israel samt att de nederländska myndigheterna tillät rekrytering av frivilliga till Israel.
Den 6 november träffades EG-ländernas utrikesministrar i Bryssel. I den så kallade Brysseldeklarationen hänvisade man till FN:s resolution 242 samt att "...in the establishment of a just and lasting peace account must be taken of the legitimate rights of the Palestinians." Detta var längre än vad många av EG:s länder tidigare gått vad gäller konflikten mellan Israel och palestinierna. Vid OAPEC:s möte i Wien den 18 november hälsade man denna deklaration med tillfredsställelse och meddelade att den planerade 5-procentiga nedskärningen inte längre skulle gälla alla EG:s medlemsländer.
Vid OAPEC:s möte den 24–25 december beslutade man att inte göra några produktionsnedskärningar för januari utan istället öka den med 10 procent. Istället enades man om att höja priset på råolja från 5,12 till 11,65 dollar per fat. Denna höjning innebar att priserna på råolja ökat med 400 procent sedan 1 oktober.
Inom OAPEC-länderna fanns det en stor splittring i frågan om att häva exportembargot mot USA och Nederländerna. Vid ett OAPEC-möte i Wien i mars 1974 beslutade majoriteten att häva embargot.

## Konsekvenser
Det snabbt stigande oljepriset gjorde att de oljeexporterande ländernas inkomster steg kraftigt: 1972 tjänade oljeländerna 23 miljarder dollar på att sälja olja; 1977 hade den siffran stigit till 140 miljarder dollar. Saudiarabiens BNP ökade under andra halvan av 1970-talet med 85 procent. Oljan betalades i amerikanska dollar och dessa så kallade ”petrodollar” använde oljeländerna för att köpa teknologi från västvärlden, infrastruktur, sjukhus, skolor men även vapen.
Det ökande oljepriset gjorde att även olja i andra delar av världen började exploateras. Utvinning av olja till havs är mycket dyrare men under 1970-talen kunde man börja utvinna olje- och gasfälten i Nordsjön. Genom oljeexploatering där och i andra delar av världen kunde OPEC-ländernas andel av världsmarknaden sjunka till 29 procent (1986).
En av de största konsekvenserna blev dock att västvärlden började söka alternativ till olja, såsom kärnkraft. Detta ledde till att oljepriset återigen sjönk, vilket fick negativa konsekvenser för de fattigare oljeproducerande länderna. Länder som Saudiarabien ökade sin produktion för att återfå sin marknadsställning, vilket bidrog till de fallande priserna.

## Konsekvenser för Sverige

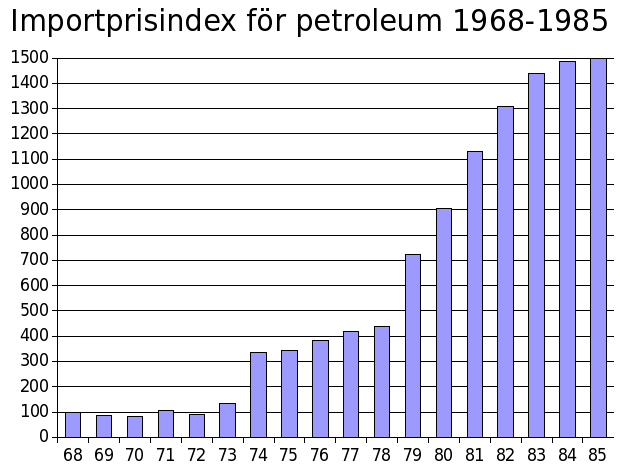
Prisindex för petroleum.
1970-talet innebar kraftiga prisökningar på bensin. Mellan 1968 och 1985 femtonfaldigades priset på petroleumprodukter i Sverige

Under perioden november 1973 – januari 1974 lade regeringen fram propositioner med innebörden att allmänna förfogandelagen samt den allmänna ransoneringslagen skulle träda i kraft. Genom dessa fullmaktslagar skulle regeringen ges rätt att fatta beslut istället för riksdagen. Regeringen utfärdade också bestämmelser om att statliga myndigheter skulle spara energi och gentemot allmänheten satte regeringen igång kampanjer för att minska elkonsumtionen. Med oljebolagen kom regeringen överens om att minska leveranserna av eldningsolja till konsumenter med 25 procent. I januari 1974 infördes ransoneringar av drivmedel, bränsle, värme från fjärrvärmeverk samt ransonering av varmvatten.  
Ransoneringarna var de tredje och sista i Sverige  under 1900-talet. Men de blev kortvariga, och de flesta av ransoneringarna avskaffades under det första kvartalet 1974.